# GPT-5
生成式預訓練變換模型5（GPT-5）是由OpenAI開發並託管的大型語言模型。作為該公司的旗艦代理式模型，GPT-5於2025年8月7日正式發佈，用戶可透過ChatGPT免費或付費使用，亦能透過API調用。
微軟宣布將把GPT-5整合至多款產品中，包括Copilot。 據《9to5Mac》報導，蘋果也計劃將該模型整合至Apple Intelligence系統。

## 研發背景
2023年4月14日，OpenAI執行長山姆·奧特曼在麻省理工學院的活動中表示，公司當時並未訓練GPT-5，而是「優先開發GPT-4」，且「短期內不會發佈GPT-5」。
據《The Information》報導，2024年下半年OpenAI內部開發代號「Orion」的模型原擬作為GPT-5發佈，但因未達預期效果，最終於2025年2月以GPT-4.5名義推出。
2023年7月18日，OpenAI在美國申請「GPT-5」商標，同年11月13日奧特曼向《金融時報》確認公司已啟動GPT-5研發。
2025年7月下旬，多方消息指出OpenAI計劃於8月初發佈GPT-5。 7月30日《The Verge》報導稱微軟正為GPT-5做準備，測試Copilot聊天機器人的新智能模式。
8月6日，OpenAI宣布將於次日舉辦線上發佈會，並在公告中將「livestream」一詞的字母「s」替換為「5」，暗示將發佈GPT-5。

## 技術特性

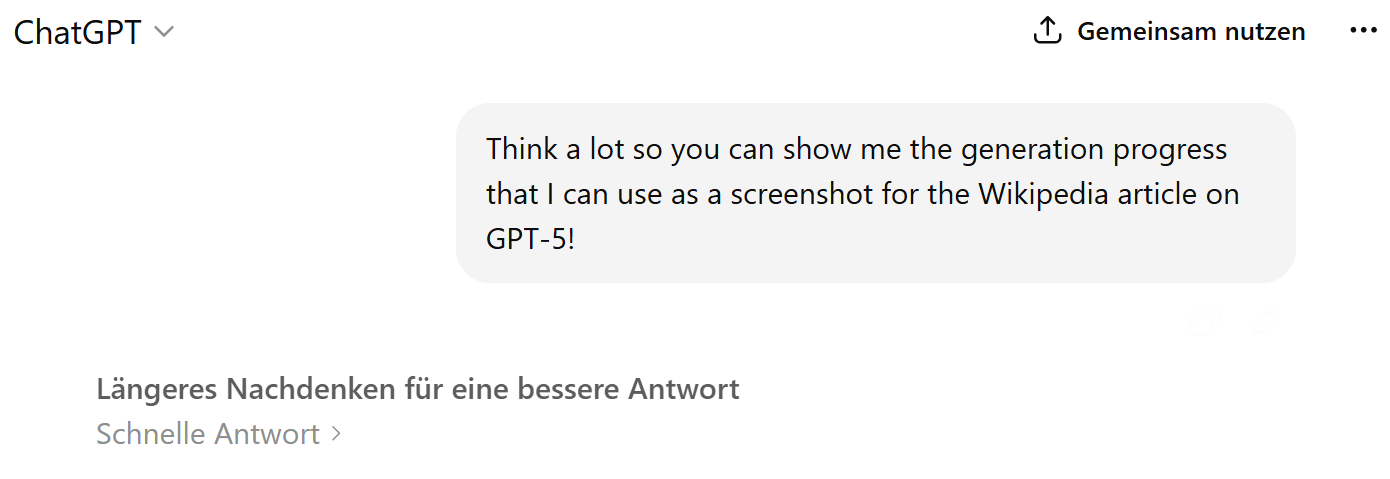
用戶可選擇等待更佳答案或強制快速回應

據OpenAI執行長山姆·奧特曼表示，GPT-5在多領域任務中展現「博士級」能力，相較前代有顯著提升，並稱其為「邁向AGI的重要一步」。
OpenAI指出GPT-5的改進包括：
- 更快的響應速度

- 強化的程式編寫與文本生成能力

- 醫療問答準確性提升

- 幻覺現象減少

- 對敏感問題提供安全的高階回應而非直接拒絕[20][21]

- 回答風格更具批判性，減少「過度迎合」傾向[22]

GPT-5雖開放免費使用， 但付費用戶享有更高使用限額， 專業版用戶則可無限制使用GPT-5並有限體驗GPT-5 Pro。

## 系統架構
GPT-5包含三組模型：
- 高速處理模型（gpt-5-main/mini）

- 深度推理模型（gpt-5-thinking/mini/nano）

- 實時路由系統（依任務類型自動調度模型）[24]

奧特曼曾批評手動選擇模型過於複雜，需簡化流程。 OpenAI未公開GPT-5的能耗數據，但據測算單次中等長度回應耗電超過18瓦時。

## 各界評價

### 專業評論
《MIT科技評論》認為GPT-5「本質是產品優化而非技術突破」，對奧特曼宣稱「邁向AGI」持保留態度。
《大西洋雜誌》讚賞其直覺性與可定制化， 而《紐約》指出普通用戶難察顯著差異，但開發者與企業用戶感受深刻。

### 用戶反饋
- 路由系統爭議：自動切換模型導致回應品質不穩，奧特曼坦承首日系統故障影響表現。[30]

- 舊版模型下架：非專業版用戶無法使用GPT-4o等舊模型引發不滿，OpenAI承諾恢復部分訪問權限。[31]

- 風格轉變批評：用戶懷念GPT-4o的親切語調，批評GPT-5回應「機械化」如「過度工作的秘書」。[32]

- 預期管理爭議：奧特曼將GPT-5比作「曼哈頓計劃」的言論被指過度炒作，[33] 實際測試中仍存在基礎錯誤。[34]

### 引用
1. ↑  .   [2025-08-07].
2. ↑  Warren, Tom. . The Verge. 2025-08-07  [2025-08-07]. （原始内容存档于2025-08-07） （美国英语）.
3. ↑  Hall, Zac. . 9to5Mac. 2025-08-08  [2025-08-10] （美国英语）.
4. ↑  Axon, Samuel. . Ars Technica. 2025-08-08  [2025-08-10] （英语）.
5. ↑  . 2023-04-14.
6. 1 2  . The Information.   [2025-08-10] （英语）.
7. ↑  USPTO GPT-5 Trademark Registration https://tmsearch.uspto.gov/bin/showfield?f=doc&state=4805:xgx403.2.1
8. ↑  . 2023-08-02.
9. ↑  . 2023-03-17  [2025-08-10]. （原始内容存档于2025-07-22）.
10. ↑  Dorrier, Jason. . Singularity Hub. 2023-11-15  [2024-01-23] （美国英语）.
11. ↑  Murgia, Madhumita. . Financial Times. 2023-11-13  [2024-01-23].
12. ↑  Morrone, Ina Fried,Megan. . Axios. 2025-07-24.
13. ↑  Warren, Tom. . The Verge. 2025-07-24  [2025-08-10]. （原始内容存档于2025-08-11）.
14. ↑  .   [2025-08-10]. （原始内容存档于2025-07-28）.
15. ↑  Warren, Tom. . The Verge. 2025-07-30  [2025-08-10]. （原始内容存档于2025-08-06） （美国英语）.
16. ↑  .   [2025-08-10]. （原始内容存档于2025-08-09）.
17. ↑  Jamali, Lily; McMahon, Liv. . BBC News. 2025-08-07  [2025-08-07] （英国英语）.
18. 1 2  Robison, Kylie. . Wired. 2025-08-07  [2025-08-07]. ISSN 1059-1028 （美国英语）.
19. ↑  Metz, Cade. . The New York Times. 2025-08-07  [2025-08-07] （英语）.
20. 1 2 3  Zeff, Maxwell. . TechCrunch. 2025-08-07  [2025-08-10] （美国英语）.
21. ↑  Cunningham, Mary. . CBS News. 2025-08-08  [2025-08-09] （美国英语）.
22. ↑  Capoot, Ashley. . CNBC. 2025-08-07  [2025-08-07] （英语）.
23. ↑  . openai.com. 2025-08-07  [2025-08-07] （美国英语）.
24. ↑  Aisha Kehoe Down: "OpenAI will not disclose GPT-5’s energy use. It could be higher than past models" The Guardian, 9 August 2025, retrieved 9August 2025
25. ↑  Huckinsarchive, Grace. . MIT Technology Review. 2025-08-07  [2025-08-09] （英语）.
26. ↑  Wong, Matteo. . The Atlantic. 2025-08-07  [2025-08-09] （英语）.
27. ↑  Herrman, John. . New York. 2025-08-08  [2025-08-10]. （原始内容存档于2025-08-10） （英语）.
28. ↑  Forgash, Emily. . Bloomberg. 2025-08-08.
29. ↑  Roth, Emma. . The Verge. 2025-08-08  [2025-08-09] （美国英语）.
30. ↑  Whitwam, Ryan. . Ars Technica. 2025-08-08  [2025-08-10] （英语）.
31. ↑  . International Business Times UK. 2025-08-07  [2025-08-10] （英语）.
32. ↑  . The Economic Times. 2025-08-03  [2025-08-10]. ISSN 0013-0389.

### 來源
- "GPT-5系統說明卡". OpenAI. August 7, 2025. Retrieved August 8, 2025.

## 外部連結
- 官方网站